# Abházia zászlaja
Abházia zászlaja Abházia egyik nemzeti jelképe.
Kialakítása Észak-Kaukázus zászlaján alapul, amelyet 1918–1919-ben használtak. A tenyér az abház államiság jelképe volt a 8. és a 10. század között, a csillagok és a sávok pedig Abházia hét történelmi területi egységére utalnak. A hét szent szám; gyakran előfordul az abház mitológiában, hitvilágban és népművészetben.
A zöld és fehér sávok a kaukázusi nép toleranciáját, az iszlám (zöld) és a kereszténység (fehér) békés egymás mellett élését szimbolizálják.

## A korábbi abház zászló

Az Abház ASZSZK zászlaja

Korábban, a szovjet uralom idején, a Grúz SZSZK 1951-től használt zászlajának egy minimálisan módosított verziója volt hivatalos, amin cirill betűkkel szerepelt az Abház ASZSZK felirat.